# اریک هارتسوکر
فردریک کِلَس جَن اریک هارتسوکر (متولد ۱۹ اکتبر ۱۹۴۰ - درگذشته ۱۳ ژانویه ۲۰۱۹) قایقران بازنشسته هلندی بود. هارتسوکر در بازی‌های المپیک تابستانی ۱۹۶۸ و ۱۹۶۴ شرکت کرد، او و هم‌تیمی‌هایش، هرمن روو و جَن جاست بُس، در سال ۱۹۶۴ در مسابقه قایق‌رانی کاکسد پیر (coxed pair)، مدال برنز این مسابقه را از آن خود کردند.

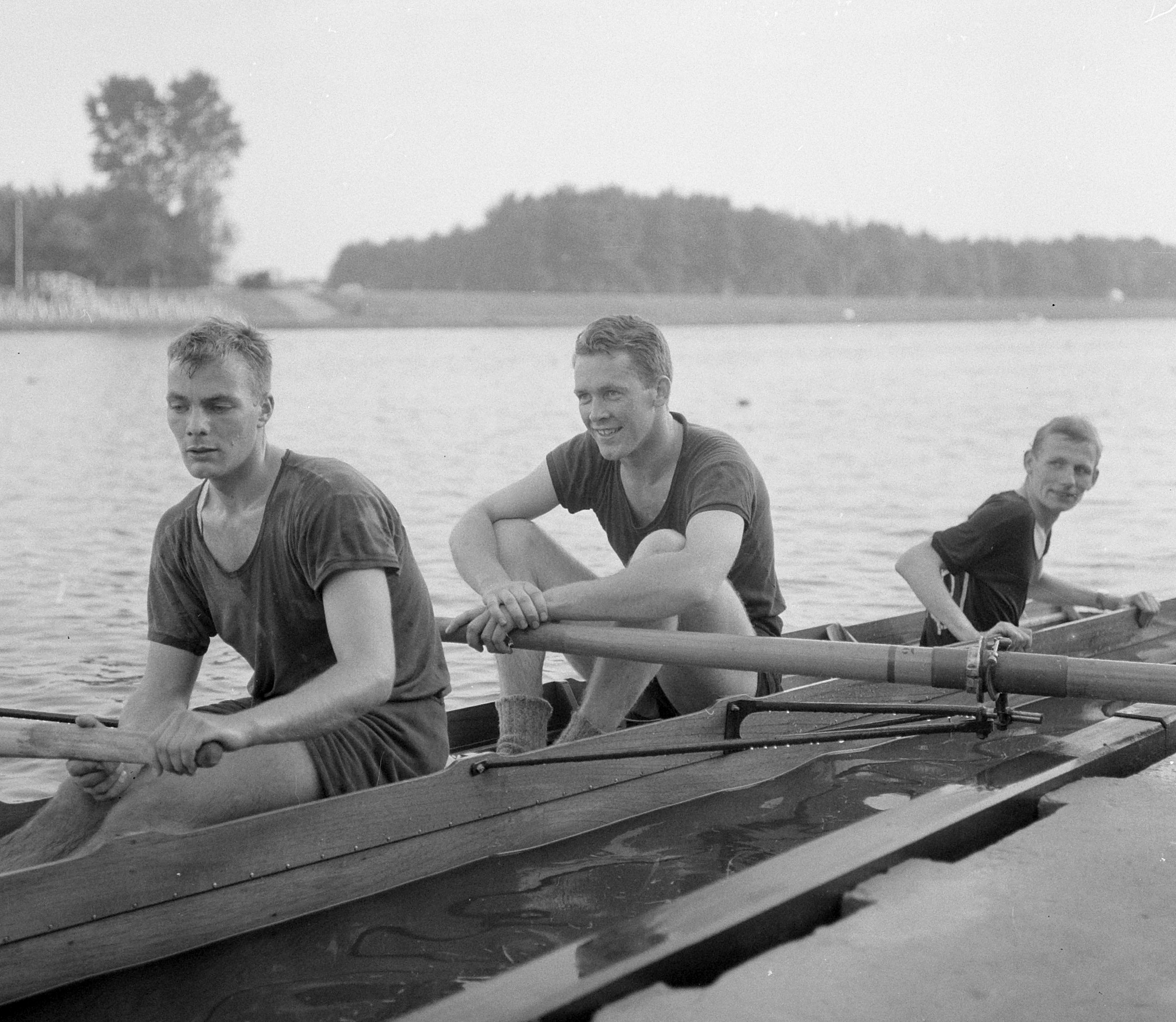
هرمن روو، اریک هارتسوکر و جَن جاست بُس در سال ۱۹۶۴ میلادی